# Centrales électriques de Vaskiluoto
Les centrales électriques de Vaskiluoto (finnois : Vaskiluodon voimalaitosalue) sont un ensemble de centrales électriques construites sur l'île de Vaskiluoto dans le golfe de Botnie à Vaasa en Finlande.

## Vaskiluoto 1
Vaskiluoto 1 est une centrale au charbon de 38 MW mise en service en 1958 et fermée en 2013.
Elle appartenait à  Etelä-Pohjanmaan Voima Oy. 
Lors de sa construction, il s'agissait de la plus grande centrale électrique de Finlande.

## Vaskiluoto 2
Vaskiluoto 2, appartient à Vaskiluodon Voima Oy.
Mise en service en 1982, elle est construite à l'origine pour brûler du charbon, avec une capacité de production de 230 MW d'électricité et de 175 MW de chauffage urbain.
En 2012, une seconde usine de gazéification de biomasse de 140 MW est ajoutée à côté, brûlant principalement des chutes et d'autres sous-produits des industries forestières et de la production de bois. 
En 2021, les deux usines restent opérationnelles.

## Vaskiluoto 3
Vaskiluoto 3, est une centrale de 160 MW alimentée au fuel, a été initialement mise en service en 1972, puis convertie au charbon, puis rénovée et restaurée en centrale au fuel. 
Elle est principalement maintenue en veille, et pouvaitt être activée pour aider à répondre aux pointes de consommation électrique.
La centrale a été mise hors service en 2015,.

## Autres équipements
En 2020, les réservoirs de stockage de pétrole désaffectés, creusés dans le substrat rocheux, ont été convertis pour le stockage d'énergie. 
L'énergie thermique résiduelle de l'industrie, ainsi que l'énergie éolienne, est stockée dans des réservoirs remplis d'eau sous forme d'énergie thermique et utilisée principalement pour le chauffage urbain, bien qu'elle puisse également être utilisée pour produire de l'électricité.
En outre, fonctionnent dans la zone, la centrale à turbine à gaz de la société Fingrid, le centre de chauffage électrique de Vaasa et le laboratoire de moteurs de Wärtsilä.